# Étienne Fayen

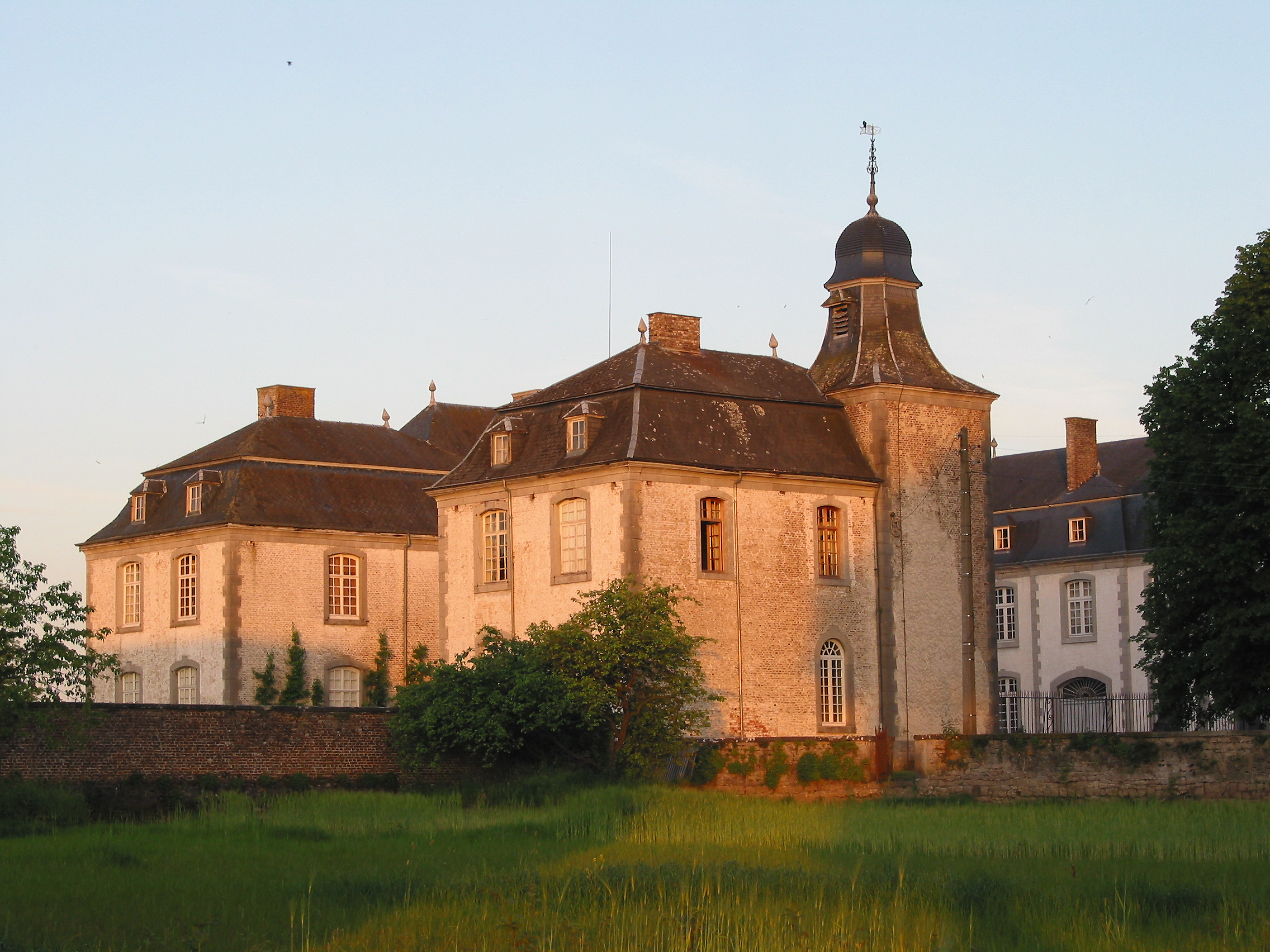
Château de Deulin, Hotton

Étienne Fayen, parfois orthographié Fayn ou Faën, né en 1720 à Liège où il meurt en 1773, est un architecte liégeois du baroque tardif, qui œuvra principalement dans la région Liège-Aix-la-Chapelle-Maastricht. 
Avec les architectes liégeois Barthélemy Digneffe, Jacques-Barthélemy Renoz et Jean-Gille Jacob, les aixois Laurenz Mefferdatis, Joseph Moretti et Johann Joseph Couven et Jacob Couven et les maastrichtois François, Matheius et Mathias de Soiron, il peut être compté parmi les architectes les plus importants du mouvement baroque dans la principauté de Liège.

## Biographie
On ne sait pas où Étienne Fayen fut formé ; il subsiste peu d'informations sur sa vie.
Architecte, il était également peintre et dessinateur. Il peint le portrait du bourgmestre liégeois Jacques-Joseph Fabry et dessine des vues de Liège depuis les ponts de la Meuse. En collaboration avec l'architecte Jacques-Barthélemy Renoz, Fayen travailla sur le palais d'été des prince-évêques de Liège situé à Seraing.
L'architecte du château de Deulin à Hotton n'est pas connu avec certitude, mais deux dessins de Fayen datant de 1786 (année de l'achèvement) rendent plausible l'attribution à cet architecte. 
En 1767, le chapitre de l'église Saint-Servais de Maastricht confie à Étienne Fayen la réalisation des tours du massif occidental roman de l'église. Fayen conçut trois tours baroques, dont la tour centrale était plus élevée, et un fronton classique. La façade baroque du Bergportaal date de cette période. Lors de la restauration de la façade ouest par Pierre Cuypers, la réalisation de Fayen a été remplacée par une tour centrale néo-gothique.
Outre les bâtiments, Fayen conçut du mobilier liturgique tel que le maître-autel en marbre de l'abbaye Notre-Dame de Saint-Rémy de Rochefort. Après la dissolution de l'abbaye, il servit de 1811 à 1860 à l'église Saint-Servais de Maastricht. Lors de la restauration de Cuypers, l'autel est vendu à un antiquaire et est remonté en 1884 dans la chapelle Saint-Wilfrid de l'église du Cœur immaculé de Marie de Londres (London Oratory ou Brompton Oratory).

## Œuvres
- 1754-1755 : hôtel de ville de Saint-Trond
- 1756-1757 : jubé en pierre naturelle de la collégiale Saint-Feuillen, Fosses-la-Ville
- 1758-1786 : château de Deulin, Hotton (attribution)
- 1767 : massif occidental de l'église Saint-Servais de Maastricht (démoli en 1887)
- 1767-1770 : rénovation de l'intérieur du château d'Eijsden
- 1768 : église Saint-Jean-Baptiste, Nethen
- à partir de 1770 : château de Hex (attribution incertaine)
- Autel de la chapelle Saint-Wilfrid de l'église du Cœur immaculé de Marie de Londres (London Oratory ou Brompton Oratory)
- Tabernacle du maître-autel de la cathédrale de Cologne (maintenant en dépôt)

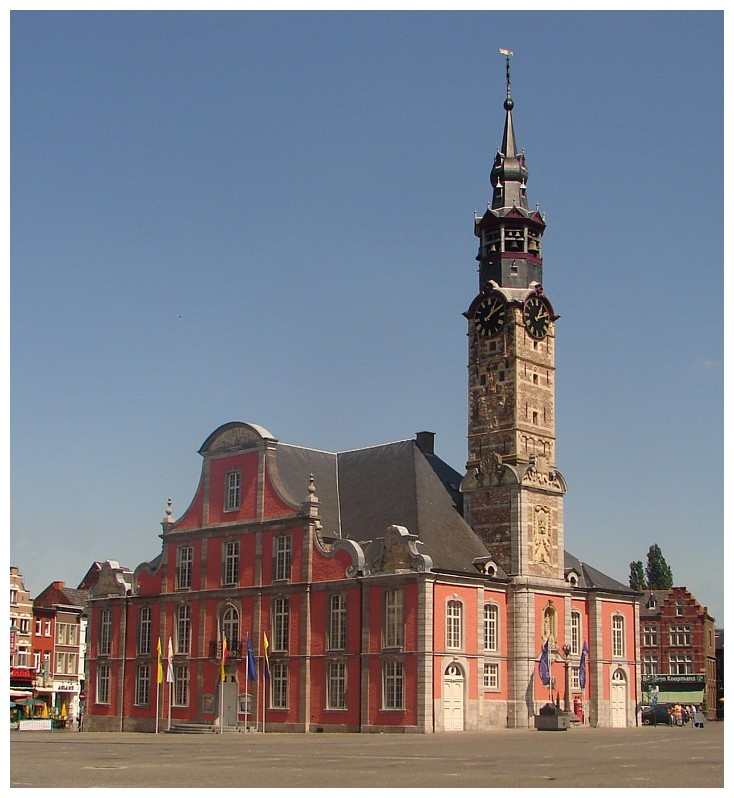
Hôtel de ville de Saint-Trond
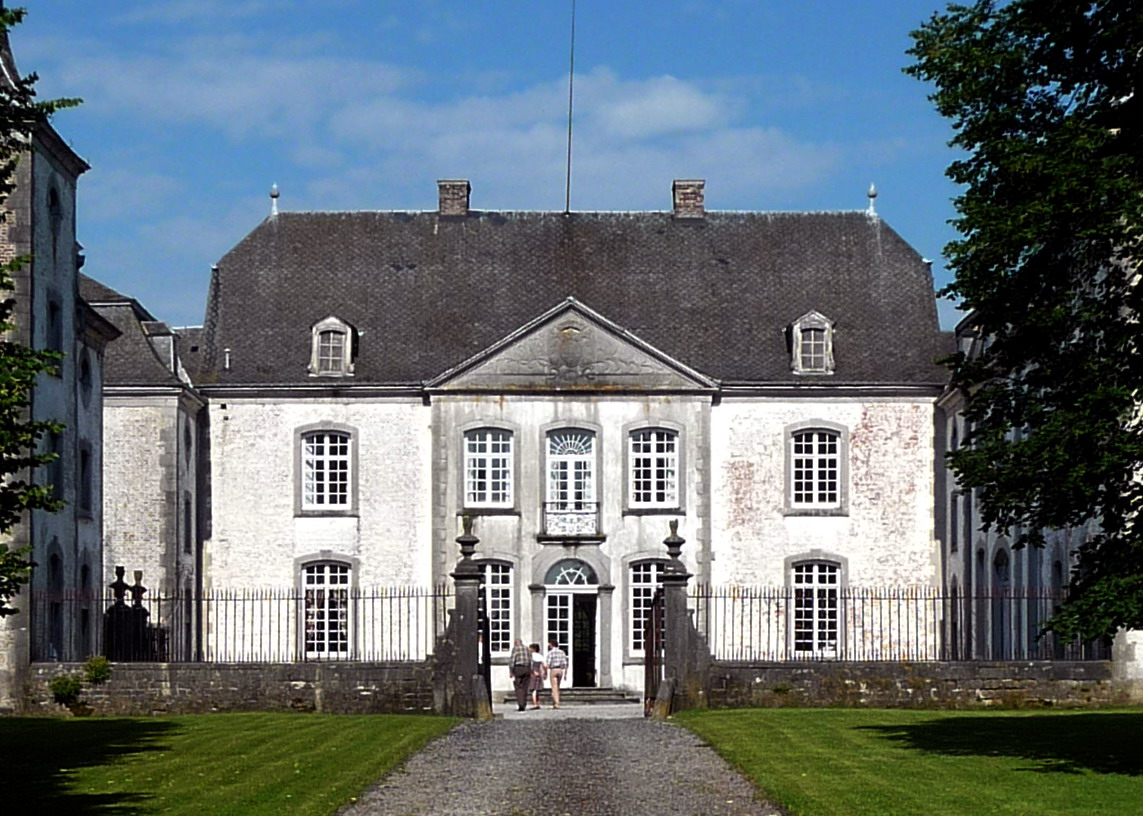
Château de Deulin
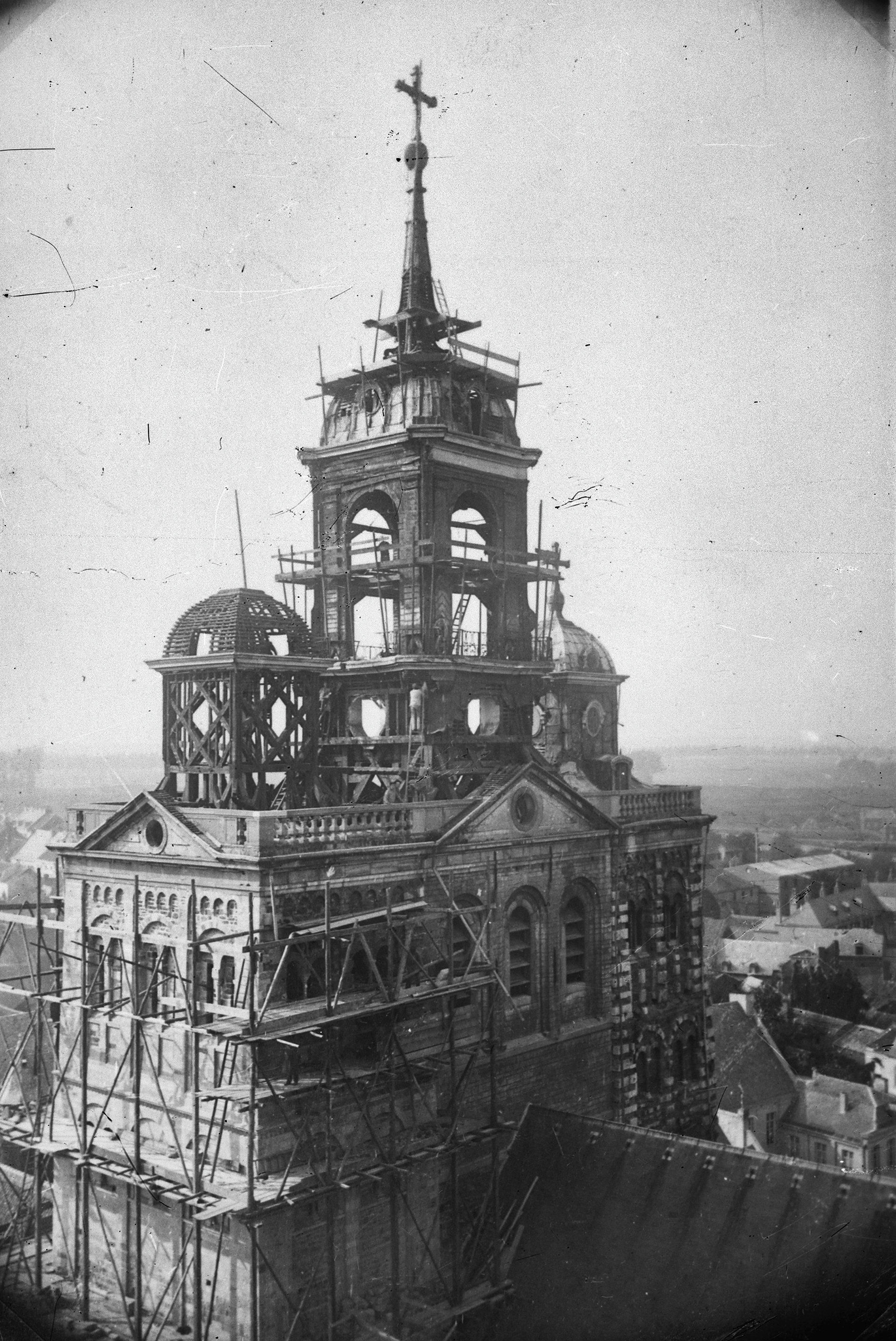
Tours de l'église Saint-Servais
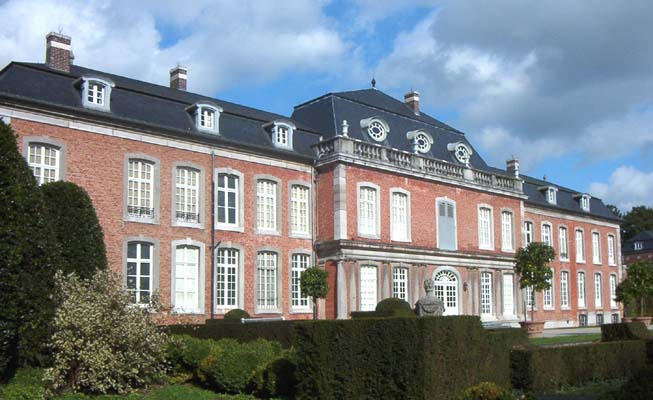
Château de Hex
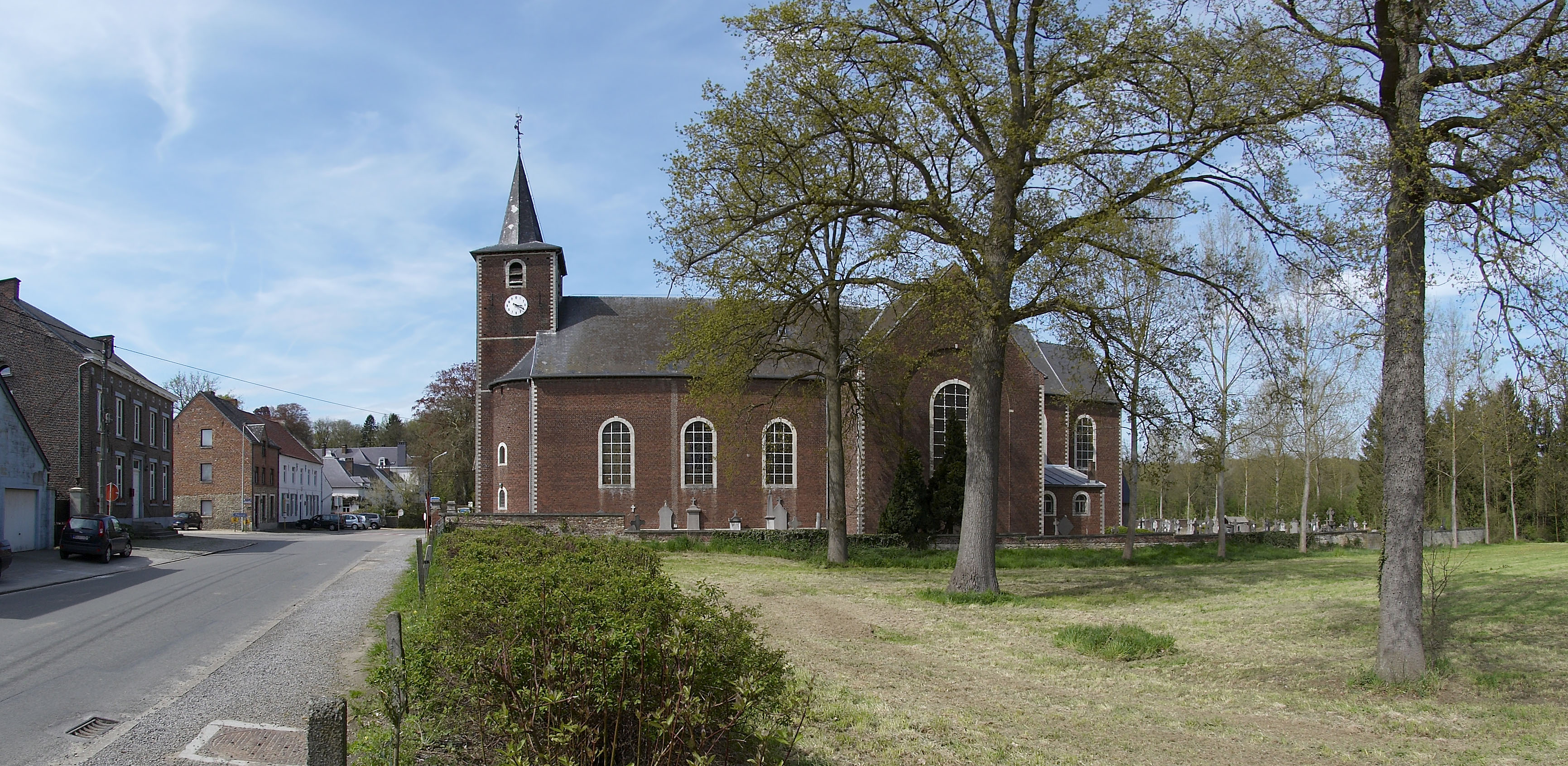
Église Saint-Jean-Baptiste à Nethen